# Расселл (округ, Виргиния)
Округ Расселл (англ. Russell County) располагается в США, в штате Виргиния. По состоянию на 2010 год, численность населения составляла 28 897 человек. Был создан 2 января 1786 года.

## География
По данным Бюро переписи США, общая площадь округа равняется 1235 км², из которых 1228 км² суша и 8 км² или 0,6% это водоёмы.

### Соседние округа
- Дикенсон (Виргиния) — северо-запад
- Бьюкенен (Виргиния) — северо
- Тазуэлл (Виргиния) — восток
- Смит (Виргиния) — юго-восток
- Вашингтон (Виргиния) — юг
- Скотт (Виргиния) — юго-запад
- Уайз (Виргиния) — запад

## Демография

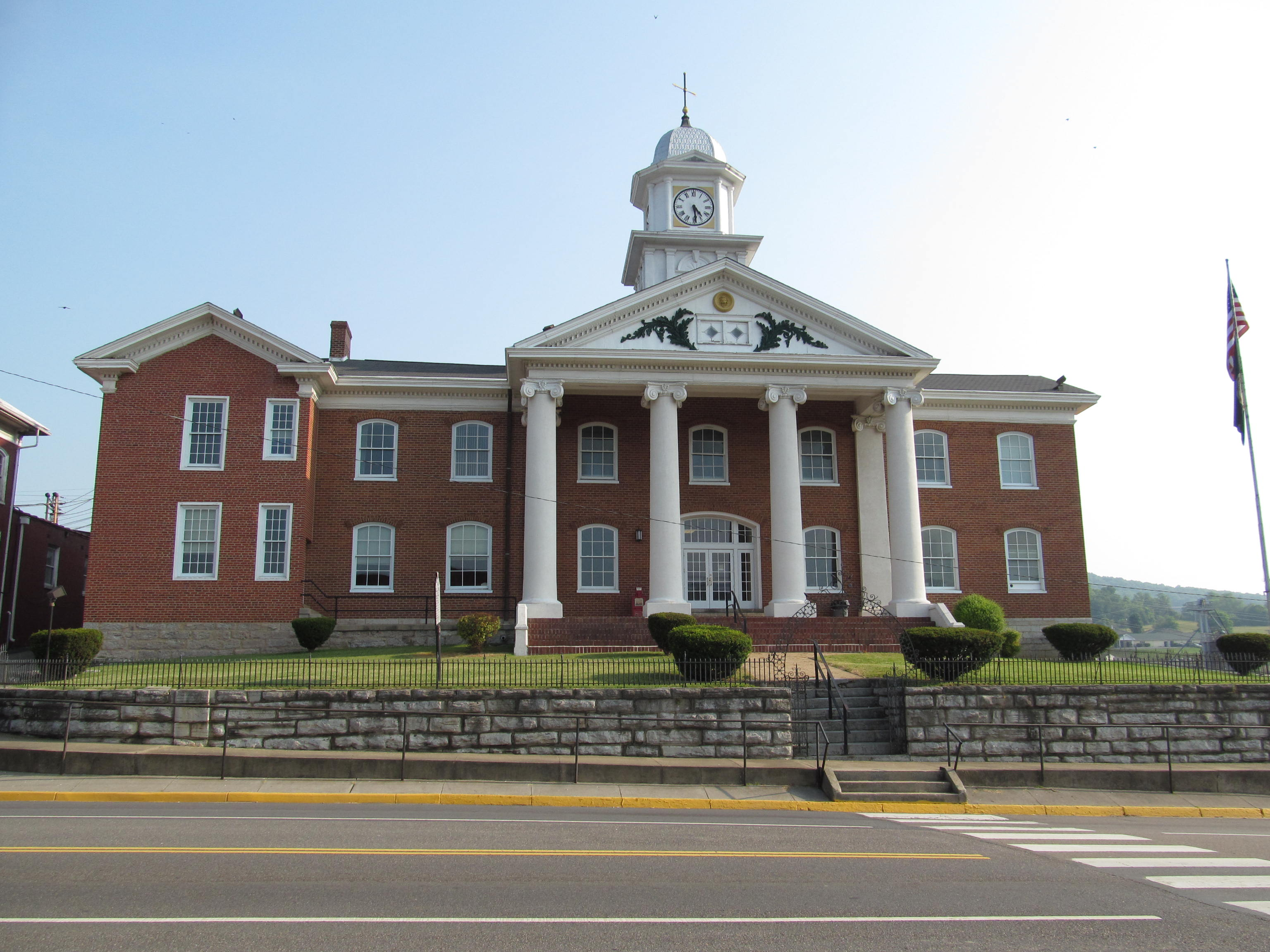
Здание окружного суда в столице округа

По данным переписи населения 2000 года в округе проживает 30 308 жителей в составе 11 789 домашних хозяйств и 8 818 семей. Плотность населения составляет 25 человек на км². На территории округа насчитывается 13 191 жилых строений, при плотности застройки 11 строений на км². Расовый состав населения: белые - 96,07%, афроамериканцы - 3,08%, коренные американцы (индейцы) - 0,11%, азиаты - 0,05%, представители других рас - 0,28%, представители двух или более рас - 0,40%. Испаноязычные составляли 0,78% населения.
В составе 31,00 % из общего числа домашних хозяйств проживают дети в возрасте до 18 лет, 60,90 % домашних хозяйств представляют собой супружеские пары проживающие вместе, 10,10 % домашних хозяйств представляют собой одиноких женщин без супруга, 25,20 % домашних хозяйств не имеют отношения к семьям, 23,10 % домашних хозяйств состоят из одного человека, 10,00 % домашних хозяйств состоят из престарелых (65 лет и старше), проживающих в одиночестве. Средний размер домашнего хозяйства составляет 2,44 человека, и средний размер семьи 2,87 человека.
Возрастной состав округа: 21,20 % моложе 18 лет, 8,60 % от 18 до 24, 30,90 % от 25 до 44, 26,00 % от 45 до 64 и 13,30 % от 65 и старше. Средний возраст жителя округа 35 лет. На каждые 100 женщин приходится 102,70 мужчин. На каждые 100 женщин старше 18 лет приходится 103,30 мужчин.
Средний доход на домохозяйство в округе составлял 26 834 USD, на семью — 31 491 USD. Среднестатистический заработок мужчины был 26 950 USD против 20 108 USD для женщины. Доход на душу населения был 14 863 USD. Около 13,00% семей и 16,30% общего населения находились ниже черты бедности, в том числе - 21,30% молодежи (тех кому ещё не исполнилось 18 лет) и 16,90% тех кому было уже больше 65 лет.